# Cybianthus hoehnei
Cybianthus hoehnei är en viveväxtart som först beskrevs av Rudolf Mansfeld, och fick sitt nu gällande namn av G. Agostini. Cybianthus hoehnei ingår i släktet Cybianthus, och familjen viveväxter. Inga underarter finns listade i Catalogue of Life.